# Athetis malacha
Athetis malacha là một loài bướm đêm trong họ Noctuidae.